# Blue Spring (Film)
Blue Spring  (jap. 青い春, Aoi Haru) ist ein japanischer Spielfilm aus dem Jahr 2002, der auf der gleichnamigen Kurzgeschichtensammlung von Taiyō Matsumoto basiert. Toshiaki Toyoda führte Regie und war für die Drehbuchadaption verantwortlich.
Die Verfilmung konzentriert sich auf einige der 1990 bis 1993 entstandenen Geschichten der Manga-Vorlage, allen voran auf Wenn du glücklich bist, klatsch in die Hände! und Peace, und bringt sie zeitlich und räumlich zusammen. Zahlreiche im Film verwendete Lieder stammen von der japanischen Garagenrockband Thee Michelle Gun Elephant.

## Handlung
An einer heruntergekommenen japanischen Oberschule für Jungen vertreiben die Schüler ihre Langeweile mit Schmierereien, Schikanen und Mutproben. Bei einem dieser riskanten Wettbewerbe hängen sich die Schüler an die Außenseite des Schuldach-Geländers und lösen ihre Hände kurzzeitig, um zu klatschen. Kujo schafft es, mit acht Klatschern einen neuen Rekord aufzustellen – doch weder das Spiel noch die damit verbundene „Macht“ über die anderen Schüler sind für ihn von Bedeutung. Über das respektlose Auftreten jüngerer Schüler ist Aoki verärgert. Als er von einem der Delinquenten mit Wasser überschüttet wird, geht er mit Kujo und anderen seiner Gruppe auf Jagd durchs Schulgebäude und rächt sich.
Beim Rauchen in der Toilettenkabine wird Bandenmitglied Ota von Yukio erstochen und daraufhin von Polizisten in Gewahrsam genommen. Beim „Klatschen“ stürzt ein Schüler im Duell mit Kujo beinahe in den Tod. Aoki stellt Kujos Vorrangstellung infrage und beginnt Lehrer und andere Schüler zu tyrannisieren. Als er Kujo im Gang begegnet, kommt es zur Prügelei. Nach der Konfrontation streicht Aoki ziellos durch die Schule und besprüht alles mit schwarzer Farbe. Bei Schulbeginn erkennt Kujo seinen Freund am Dachgeländer beim „Klatschen“, eilt zu seiner Rettung und sieht ihn fallen.

## Veröffentlichung
Blue Spring wurde im September 2001 auf dem Toronto International Film Festival uraufgeführt. Am 29. Juni 2002 kam der Film in die japanischen Kinos.
Im Mai 2019 und März 2021 brachte Third Window Films den Film in einer Edition heraus, die sowohl eine DVD-, als auch eine Blu-ray-Fassung enthielt. Beide Ausgaben enthielten die japanische Originaltonspur und englische Untertitel.

## Rezeption
Auf dem Nippon-Connection-Filmfestival 2002 wurde Blue Spring bzw. Regisseur Toyoda mit dem „Newcomer Award“ ausgezeichnet.
In einer positiven Filmbesprechung lobte Niels Matthijs die Besetzung und den Punkrock-Soundtrack, der seiner Ansicht nach, die „rohe und ungeschliffene Jugendlichkeit der Charaktere zum Ausdruck [bringt]“. Auch Tom Schünemann hob den „mitreißende[n] Rock-Score“ hervor und zeigte sich von der Zeitraffer-Szene des Filmendes beeindruckt. Tom Mes betonte in seiner Rezension, dass Blue Spring stellenweise affektiert bzw. aufgesetzt wirke, betrachtete den Film aber im Ganzen als gelungen. Robin Syversen zufolge führte die „Kombination aus unerschrockenem Filmemachen und Manga-Einflüssen“ zu einem ambivalenten Ergebnis: „Einerseits ist der Film einer der originellsten Highschool-Filme, die man je gesehen hat. Andererseits wirken die Figuren manchmal etwas karikiert.“